# Skara pastorat
Skara pastorat är ett pastorat i Skara-Barne kontrakt i Skara stift i Svenska kyrkan. Pastoratet omfattar hela Skara kommun i Västra Götalands län.
Pastoratskoden är 030101.
Pastoratet bildades 2002 och omfattar följande församlingar:
- Skara domkyrkoförsamling från 2002
- Ardala församling bildad 2006
- Varnhems församling från 2002, utökad 2006 och som 2018 uppgick i Valle församling
- Eggby-Öglunda församling bildad 2006 som 2018 uppgick i Valle församling
- Axvalls församling bildad 2010 av från 2002 ingående Norra Vings församling, utökad 2006, och Skärvs församling. Församlingen uppgick 2018 i Valle församling